# Gornja Krćina
Gornja Krćina (cyr. Горња Крћина) – wieś w Bośni i Hercegowinie, w Republice Serbskiej, w gminie Ugljevik. W 2013 roku liczyła 167 mieszkańców.